# 小倉恵美
小倉 恵美（おぐら えみ、1989年10月9日 - ）はテレビせとうちの元アナウンサー。
岡山県美作市出身。岡山県立岡山一宮高等学校、岡山大学在学中に「岡山観光大使」や「おかやま桃娘」を務めた。その後岡山大学を卒業。
2013年テレビせとうち（TSC）に入社。
アナウンサー、記者として奔走し、2015年退職。現在はフリーアナウンサーとして活動中。
２０歳の時にケニアを訪れ「世界一周しながら世界中の人々の生活や価値観を知りたい」という夢が生まれ、2017年より夫、武田悠佑と世界一周の旅へ出る。
2019年、夫ともに岡山市北区に旅館を開業。

## 略歴
- 2010年： 岡山市新成人の集い実行委員会副委員長
- 2010年 - 2012年： おかやま観光フレンズとして活動
- 2012年： おかやま桃娘として活動
- 2013年： TSC入社
- 2015年： TSC退社